# محاصره سیلوان (۵۳۱)
محاصره سیلوان در پاییز سال ۵۳۱ میلادی در جریان جنگ ایبری میان شاهنشاهی ساسانی به رهبری قباد یکم و امپراتوری بیزانس به رهبری ژوستینین یکم رخ داد.
یورش رومی‌ها از سیلوان ساسانیان را وادار به محاصره این شهر مرزی تازه تقویت شده کرد. در آغاز ساسانیان برتری داشتند اما مجموعه‌ای از وقایع سیاسی و مسائل لجستیکی باعث عقب‌نشینی آن‌ها شد. این آخرین درگیری جنگ ایبری بود.